# Tarzisius (Vorname)
Tarzisius, lateinisch Tarcisius, ist ein männlicher Vorname. Die italienische Namensform lautet Tarcisio.

## Namensträger
- Tarzisius (3. Jh. n. Chr.), römischer Märtyrer, Heiliger
- Tarzisius Caviezel (* 1954), Schweizer Politiker (FDP)